# 詭宴
是一部2015年的美國恐怖驚悚電影，由凱琳·庫薩瑪執導，菲爾·海伊和麥特·曼佛迪編劇。主演是羅根·馬歇爾-格林、譚美·布蘭查德、麥可·俞斯曼和Emayatzy Corinealdi。本片於2015年3月13日在西南偏南電影節上首映，以及於2016年4月8日有限上映。

## 演員
- 羅根·馬歇爾-格林 飾 Will
- 譚美·布蘭查德（英语：Tammy Blanchard） 飾 Eden
- 麥可·俞斯曼 飾 David
- Emayatzy Corinealdi（英语：Emayatzy Corinealdi） 飾 Kira
- 林賽·伯爾奇（英语：Lindsay Burdge） 飾 Sadie
- 楊雅慧 飾 Gina
- Jordi Vilasuso（英语：Jordi Vilasuso） 飾 Miguel
- 邁克爾·杜爾尼（英语：Mike Doyle (actor)） 飾 Tommy
- 傑·拉森（英语：Jay Larson） 飾 Ben
- 約翰·卡羅·林區 飾 Pruitt
- 卡爾·尹 飾 Choi
- 托比·哈斯 飾 Dr. Joseph
- Marieh Delfino（英语：Marieh Delfino） 飾 Claire

## 外部連結
- 互联网电影数据库（IMDb）上《詭宴》的资料（英文）
- 爛番茄上《詭宴》的資料（英文）